# Pyong Lee
 Jaime Young-Lae   (hangul: 조영래; São Paulo, 23 de septiembre de 1992), más conocido como Pyong Lee, es un mago, ilusionista, hipnólogo y youtuber coreano-brasileño. Tiene el canal más grande dedicado a la hipnosis en el mundo, que tiene más de ocho millones de suscriptores.
Pyong Lee nació en la ciudad de São Paulo, en 1992. Su padre era un inmigrante surcoreano que conoció a su madre en Brasil. En uno de los videos en su canal, titulado "HISTORIA DE MI VIDA", Pyong dice que cuando tenía solo nueve años, su madre se fue de casa después de una discusión con su padre y desde entonces no la ha vuelto a ver. Después de eso, su padre quedó desempleado y entró en una profunda depresión. Pyong, junto con sus dos hermanos menores Felipe y Thiago, fueron criados por sus abuelos y luego por su tío.
Cuando era adolescente, mostró una vocación por el baile y luego por la magia, que le dio presentaciones en varios programas de televisión, como el Programa Silvio Santos, el Programa Ratinho, Domingão do Faustão, el Programa Sabrina, Legendários y Eliana. Después de graduarse en Derecho en la Universidade Paulista, despertó interés y se especializó en hipnosis. Actualmente se manifiesta con varios invitados famosos en su canal y ha lanzado varios cursos. En 2020, fue uno de los seleccionados para participar en la vigésima temporada del reality show Big Brother Brasil, formando parte del grupo de invitados famosos invitados por la producción.